# CiON
CiON（シーオン）は日本のガールズ音楽ユニット。株式会社トイル&モイル所属。
約2,800名より実施したオーディションからメンバーが選出され、2017年にデビュー。その後、メンバーチェンジを経て、栞音、愛佳、佳子、聖奈、杏実の5名体制へ。ブラス×アイドルを融合した唯一無二のスタイルで幅広い音楽を届ける。
ユニット名は、CORE(地球の中心核)、IMPRESSION(感動) 、ON(継続) 、世界の中心となり、人に感動を与え続ける音楽・パフォーマンスを提供するユニットを願い、「CiON」（シーオン）と名付けられた。
2016年10月から2018年12月まで株式会社NYエージェンシーに所属し、「C;ON Girls Music Department（シーオン ガールズ ミュージック デパートメント）」の名義で活動。2019年1月より株式会社ケンズファミリーに所属。2023年5月より株式会社トイル&モイルに移籍。2024年9月30日までのユニット名表記は「C;ON」、2024年10月1日より「CiON」に改名。

2025年4月16日 avexよりメジャーデビュー。

## メンバー

### 現メンバー
絹井愛佳（AIKA）（きぬい あいか、2006年3月20日（19歳））
ボーカル担当。
初期メンバー。広島県出身。血液型:A型。メンバーカラー       赤。
特技は変顔、声マネ。牡蠣とコーラが大好物。
栞音（SHION）（しおん、1998年6月26日（27歳））
ボーカル担当。
初期メンバー。鹿児島県指宿市出身。血液型:O型。メンバーカラー       紫。
クラシックバレエ、バトントワリング、肩の骨を外せる。
聖奈（SEINA）（せいな、1997年12月22日（27歳））
ユーフォニアム、バストランペット 担当。
2018年7月1日加入。群馬県太田市出身。血液型:A型。メンバーカラー       ピンク。
ユーフォニアム、バストランペット、バルブトロンボーンを使い分け中低音域を担当する。また、一部楽曲の作詞を担当。
自身の ファッションブランド「et'amo」を運営。
石橋佳子（KAKO）（いしばし かこ、1998年4月27日（27歳））
アルト・サクソフォーンを担当。
2018年7月14日加入。栃木県日光市出身。血液型:O型。メンバーカラー       緑。
愛称は父親命名の「かこぽんぴー」。
日光市の観光大使（日光観光PR応援団）を務める。
Youtubeチャンネル（かこぽんぴのお部屋【SAX】シーオン）でも活動する。
杏実とは高校（宇都宮短期大学附属高等学校）の同級生。
杏実（AMI）（あみ、1998年6月30日（27歳））
ピアノ、キーボード、キーター（ショルダーキーボード）を担当。
2021年4月3日加入。栃木県出身。血液型:B型。メンバーカラー       黄。
「あみまんじゅう」ポーズと掛け声がトレードマーク。
教員を目指し大学の卒業を控えた時期に石橋佳子からの誘いを受けてCiONへの加入を決める。
佳子とは高校（宇都宮短期大学附属高等学校）の同級生。

### 旧メンバー
| 名前       | つづり | 生年月日      | 担当                           | 出身地 | 血液型 | 備考                                                                                      |
| ---------- | ------ | ------------- | ------------------------------ | ------ | ------ | ----------------------------------------------------------------------------------------- |
| 優里       | YURII  |               | フルート                       |        |        | 初期メンバー、2017.4 卒業                                                                 |
| 西川詠美   | EIMI   | 1996年1月26日 | DJ, 作詞                       | 長崎県 |        | 初期メンバー、2018.1.28卒業                                                               |
| レイナ     | REINA  | 1995年6月13日 | ラップ                         | 大阪府 |        | 初期メンバー、2018.3卒業                                                                  |
| 七海       | NANAMI | 1998年1月21日 | ヴァイオリン                   | 東京都 | B      | 初期メンバー、2018.7卒業スズキメソード出身。ゆいななちゃんねる等 Youtube, SNSで活動する。 |
| 南輝星     | KIRARA | 2003年2月15日 | アルトサックス                 | 滋賀県 |        | 初期メンバー、2018.7卒業                                                                  |
| 宮原ひなこ | HINAKO | 1999年3月22日 | フルート                       | 静岡県 |        | 2018.8 加入、2018.9 卒業                                                                  |
| リン       | RIN    | 2002年6月25日 | フルート                       | 滋賀県 | AB     | 2018.3.31加入、2019.3卒業                                                                 |
| 未侑       | MIYUU  | 1993年8月8日  | クラリネット, ソプラノサックス | 長野県 | A      | 初期メンバー、初代キャプテン、2018.12卒業                                                 |
| ナコ       | NACO   | 1997年5月2日  | ピアノ                         | 山形県 | A      | 初期メンバー、2代目キャプテン、2019.10卒業。メンバーカラー（青）                          |
| リサ       | LISA   | 1996年3月8日  | ヴァイオリン                   | 千葉県 | O      | サポートメンバー、2019.1加入、2021.2卒業。メンバーカラー（シルバー）                      |

### ユニット活動

#### かこしおあみ
2018年11月、Vo.栞音のソロライブ活動に、A.Sax石橋佳子が参加し始動。2021年からPf.杏実の参加。
| ユニット名                   | 期間                   | メンバー             |
| ---------------------------- | ---------------------- | -------------------- |
| しおんさん with KAKO         | 2018年11月             | 栞音、石橋佳子       |
| (塩):かこしお                | 2019年1月 - 2019年11月 | 栞音、石橋佳子       |
| かこしお from C;ON           | 2019年12月 - 2021年3月 | 栞音、石橋佳子       |
| かこしお from C;ON with あみ | 2021年4月 - 2021年10月 | 栞音、石橋佳子、杏実 |
| かこしおあみ from C;ON       | 2021年10月 - 2022年5月 | 栞音、石橋佳子、杏実 |
| かこしおあみ                 | 2022年5月-             | 栞音、石橋佳子、杏実 |

#### Vates.ami
2019年11月、Vo.絹井愛佳とEuph.聖奈のデュオで始動。ユニット名の由来は、V:Vocal a:Aika t:Trumpet e:Euphonium s:Seina の頭文字から。2021年からPf.杏実の参加。
| ユニット名               | 期間                    | メンバー             |
| ------------------------ | ----------------------- | -------------------- |
| Vates.from C;ON          | 2019年11月 - 2021年5月  | 絹井愛佳、聖奈       |
| Vates.from C;ON with Ami | 2021年6月 - 2021年10月  | 絹井愛佳、聖奈、杏実 |
| Vates.from C;ON          | 2021年10月 - 2022年11月 | 絹井愛佳、聖奈、杏実 |
| Vates.ami                | 2022年11月 -            | 絹井愛佳、聖奈、杏実 |

## 来歴

### デビュー前
2016年8月に総エントリー数2,800名により実施されたオーディションによって12名のメンバーが選ばれ、最終的に9名でデビューすることとなる。Rhythm&Classic（通称R&C）というクラシカルな大人なムードと現代のクラブシーンでも通用するリズミカルでPOPな音楽ジャンルサウンドの確立を目指す。

### NYエージェンシー所属 (2017年 - 2018年)
- 2017年
  - デビューシングル永遠～ei-en～（ベルウッド・レコード）は限定5,000枚で発売、各地でLiveを行うなか手売りも含め約4か月で完売を果たす。

### ケンズファミリー所属 (2019年 - 2023年)
ライブパフォーマンスにダンスを取り入れ、グループのコンセプトを「演奏家と観衆が一体化するニュージャンルサウンドの確立を同時に目指す、器楽奏者とヴォーカルが融合された業界初の音楽ユニット」とする。
- 2019年
  - 1月1日：新体制により所属事務所を株式会社ケンズファミリーに移籍。
  - 4月19日：YAMAHA銀座スタジオで「SECOND MOVEMENT〜新生C;ONお披露目LIVE〜」のワンマンライブを開催。新曲「My yard」,「nonfiction」等を発表。
  - 8月17日：TiARY TV 第3回A-1グランプリ決勝戦で優勝。
  - 10月20日：「NACO卒業公演〜一期一会〜」にて、NACOが卒業。
- 2020年
  - 6月6日：デビュー3周年の4月26日リリース予定から延期になっていた、1stフルアルバム「My yard」をリリース。
  - 10月17日：「C;ONワンマンライブ2020 ＠川崎クラブチッタ 〜New World Stage〜」を開催。サポートメンバーのAMIの加入を発表。新曲「等身大ガール」を発表。
  - 11月29日：新曲「Noisy」を発表。
  - 12月30日：新曲「Bambina!!」を発表。
- 2021年
  - 1月31日：新曲「into U.」を発表。
  - 2月6日：「C;ON ONE MAN LIVE~誰にも真似できないステージへ~」を開催。新曲「道」を発表。
  - 2月20日：東京アイドル劇場の公演にて、サポートメンバーLISAが卒業。
  - 4月3日：AMIが正式メンバーとして活動することを発表[2]。新曲「MI AMOORE」(中森明菜のミ・アモーレをカバーアレンジ) を発表。
  - 4月26日：デビュー4周年として、映像作品「C;ON ONE MAN LIVE 2020-2021」を販売。「等身大ガール」の配信リリース。
  - 5月3日：新曲「イキルイミ」を発表。
  - 6月6日：新曲「LADY-MADE」を発表。
  - 7月20日：4thシングル「等身大ガール」をリリース。
  - 7月31日：新曲「エロティカ・セブン」（サザンオールスターズのカバーアレンジ）を発表。
  - 8月28日：@JAM EXPO 2020-2021 (横浜アリーナ) に出演。
  - 9月13日：新曲「Bon Bon Boooon!!」を発表。
  - 9月26日：新曲「偶然のかけら」を発表。
  - 11月13日：新曲「INVADER」を発表。
  - 12月10日：新曲「め組のひと」（ラッツ＆スターのカバーアレンジ）を発表。
- 2022年
  - 1月2日：NPP2022[5]に出演。
  - 1月29日：「C;ON ONEMAN LIVE 2022 ~幻想的インパクト~」を開催。新曲「impact」、「響け」を発表。
  - 4月10日：新曲「Re:take」を発表。
  - 4月26日：C;ON 5th Anniversary Live を開催。新曲「Drowning in Love」を発表。
  - 5月28日：@JAM 2022 Day1〜メインステージ争奪LIVE〜 で総合1位を獲得[6]。
  - 6月14日：5thシングル「Re:take」をリリース。
  - 8月6日：TOKYO IDOL FESTIVAL 2022 に出演。
  - 8月13日：ドラゴン クイーンズ フェスティバル ～竜王アイドル夏祭り2022～ に出演。新曲「Clap your Heart」を発表。
  - 8月27日：@JAM EXPO 2022（横浜アリーナ）に出演。
  - 10月8日：「C;ON Magic Land in OSAKA」を開催。新曲「曖昧≠Libido」、「Ride on time」を発表。
  - 12月15日：新曲「C;ON's Love Call」を発表。
- 2023年
  - 1月3日：NPP2023[7]に出演。
  - 1月28日：「C;ON Magic Land in TOKYO」を開催。新曲「MagiC!on...」を発表。
  - 3月12日：新曲「疑事無功」を発表。
  - 4月2日：新曲「鼓動PARADE」を発表。
  - 4月30日：「C;ON ONEMAN LIVE 2023 〜7年目の決意〜」を開催。新曲「Now or Never」「It's Wonderland」「灯」を発表。

### トイル&モイル所属（2023年 - ）
- 2023年
  - 5月1日：株式会社トイル&モイル移籍。
  - 7月19日：群馬公演を皮切りに『東名阪福"完全無料"ツアー -plus;one-[8]』を開催。
  - 8月5日：TOKYO IDOL FESTIVAL 2023 に出演。
  - 8月26日：@JAM EXPO 2023（横浜アリーナ）に出演。
  - 8月30日：C;ON 2Days 360° One-man Live『Red Carpet』、『Blue Carpet』を開催。新曲「go for the "TOP"」「Addiction」「Last Order」を発表。
  - 9月13日：新曲「あなたのせい」を発表。
  - 10月17日：ワンマンライブ『C;ON One-Man Live "STOR;ES" at Zepp Shinjuku』を開催[9]。
  - 10月27日：公式Youtubeチャンネルの登録者10万人を達成[10]。
  - 11月8日：2ndアルバム「STOR;ES」をリリース[11]。
  - 11月9日：『C;ON 完全無料ワンマンツアー＜”plus;one vol.2”＞』を開催[12]。
- 2024年
  - 1月13日：〈C;ON ONE MAN LIVE "s;ckkkkk!"〉 東京・東京キネマ倶楽部 を開催。新曲「S;ckkkkk」「月逢夜」「もしも」を発表。avexのレーベルである、avex traxからのメジャーデビューが決定[13]。
  - 2月10日：6thシングル「月逢夜/S;ckkkkk」をリリース。
  - 4月1日：C;ON 1manLIVE at Billboard Live YOKOHAMA〝JAZZ SESC;ON〟を開催[14]。新曲「微熱」を発表。
  - 4月25日：「もしも」配信リリース。
  - 5月6日：「C;ON MAJOR DEBUT ANNIVERSARY ONEMAN LIVE」（LINE CUBE SHIBUYA）を開催[15][16]。新曲「canvas」を披露。
  - 6月7日：C;ON 1man LIVE＠COTTON CLUB "JAZZ SESC;ON vol.2"を開催。
  - 8月11日：C;ON One-Man Live"phoen;x" を開催。新曲「MAHOROMA」を披露。
  - 10月1日：グループ名を CiON（シーオン） に改名[1]。
  - 10月24日：同年5月にJR新宿駅前の路上で道路の使用許可を得ずにライブを開催したとして道路交通法違反（道路不正使用）の疑いでメンバー4人や所属事務所の社長ら計10人と運営法人が書類送検されていたことを公式サイトで認め、12月25日に予定されていたメジャーデビューシングル「しましょ」の発売中止と当面の活動自粛を明らかにした[17][18]。
  - 12月3日：「同年5月に実施したJR新宿駅前での路上ライブが、道路交通法に抵触している疑いによる書類送検の事案」に関して、検察庁による捜査の結果、11月29日付で不起訴処分となった事 及び 年内のライブ活動自粛を公表[19]。
- 2025年
  - 1月1日：活動を再開。
  - 1月13日：活動再開後初のライブ活動となる、FC限定 CiON FanClub Live@unravel TOKYOを開催。新曲「心の声」を披露。
  - 2月15日：CiON ONE MAN LIVE "THIS IS CiON"@パシフィコ横浜国立大ホール を開催[20]。前年中止となっていたメジャー再デビューの発表[21]、シングル表題曲「しましょ」を初披露。
  - 4月9日：CiON Major Debut One-Man Live”しましょ”@Zepp DiverCity(TOKYO)を開催[22]。
  - 4月16日：avexよりメジャーデビューシングル「しましょ」をリリース[21]。

## 楽曲一覧
| #  | 曲名                                | 作詞              | 作曲                                 | 編曲                            | MV          | 備考                                   |
| -- | ----------------------------------- | ----------------- | ------------------------------------ | ------------------------------- | ----------- | -------------------------------------- |
| 1  | 永遠~ei-en~                         | C;ON (EIMY)       | ルートヴィヒ・ヴァン・ベートーヴェン | -                               | YouTube     | ピアノソナタ第8番                      |
| 2  | Never set me free                   | C;ON (EIMY)       | モーリス・ラヴェル                   | -                               |             | 亡き王女のためのパヴァーヌ             |
| 3  | Promise                             | C;ON (EIMY)       | フレデリック・ショパン               | -                               |             | 練習曲作品10-3 (ショパン)              |
| 4  | Ave Maria ~混沌~                    | EIMY              | フランツ・シューベルト               | -                               |             | エレンの歌第3番                        |
| 5  | With a Smile~カノン~                | EIMY              | ヨハン・パッヘルベル                 | -                               |             | カノン (パッヘルベル)                  |
| 6  | 名も無きLoveStory~トゥーランドット~ | EIMY              | ジャコモ・プッチーニ                 | MICK                            |             | トゥーランドット                       |
| 7  | Jupiter~僕を救ってよ~               | EIMY              | グスターヴ・ホルスト                 | MICK                            |             | 惑星 (組曲)                            |
| 8  | Right in the Night                  | Nosie Katzmann    | Jam El Mar/Mark Spoon                | -                               |             | Right in the Night（Jam & Spoon）      |
| 9  | shoes                               | C;ON              | 古池孝浩                             | MICK                            |             |                                        |
| 10 | Theme of C;ON                       | -                 | cAnON.                               | -                               |             |                                        |
| 11 | My yard                             | cAnON.            | cAnON.                               | 古池孝浩                        |             |                                        |
| 12 | nonfiction                          | cAnON.            | cAnON.                               | cAnON./古池孝浩                 |             |                                        |
| 13 | アマリリス                          | cAnON.            | chalaza                              | 古池孝浩                        |             |                                        |
| 14 | せめてもう一度                      | Satomi            | 田村信二                             | J.H.バル                        |             |                                        |
| 15 | 運命の扉                            | cAnON.            | cAnON./J.H.バル                      | J.H.バル                        |             | 交響曲第5番 (ベートーヴェン)           |
| 16 | Masquerlady                         | Seina.            | 桑原佑介                             | 古池孝浩                        |             |                                        |
| 17 | Buzzer Beater                       | cAnON.            | cAnON.                               | cAnON.                          |             |                                        |
| 18 | 垂涎の的                            | Seina./REONA      | J.H.バル                             | J.H.バル                        |             |                                        |
| 19 | 虜                                  | Seina.            | J.H.バル                             | J.H.バル                        |             | Vates.amiの楽曲                        |
| 20 | ボタン                              | 小網準/かこしお   | 小網準                               | J.H.バル                        |             | かこしおあみ の楽曲                    |
| 21 | 等身大ガール                        | cAnON.            | cAnON.                               | cAnON./J.H.バル                 |             |                                        |
| 22 | We are C;ON                         |                   |                                      |                                 |             |                                        |
| 23 | Noisy                               | cAnON.            | Maomiii                              | J.H.バル                        |             |                                        |
| 24 | Bambina!!                           | cAnON.            | cAnON.                               | J.H.バル                        |             |                                        |
| 25 | into U.                             | cAnON.            | cAnON.                               | J.H.バル                        |             |                                        |
| 26 | 新世界                              | -                 | アントニン・ドヴォルザーク           | J.H.バル                        |             | 交響曲第９番「新世界より」             |
| 27 | 道                                  | 小網準            | 小網準                               | J.H.バル                        |             |                                        |
| 28 | MI AMOORE                           | 康珍化            | 松岡直也                             | J.H.バル                        | YouTube     | ミ・アモーレ                           |
| 29 | イキルイミ                          | 小網準            | 小網準                               | J.H.バル                        |             |                                        |
| 30 | LADY-MADE                           | cAnON.            | cAnON.                               | J.H.バル                        |             |                                        |
| 31 | エロティカ・セブン EROTICA SEVEN    | 桑田佳祐          | 桑田佳祐                             | サザンオールスターズ/西崎ゴウシ |             |                                        |
| 32 | Bon Bon Boooon!!                    | cAnON.            | cAnON.                               | -                               |             |                                        |
| 33 | 偶然のかけら                        | 小網準/Seina.     | 小網準                               | -                               |             |                                        |
| 34 | INVADER                             | cAnON.            | J.H.バル                             | -                               | YouTube     |                                        |
| 35 | め組のひと                          | 麻生麗二          | 井上大輔                             | -                               |             | め組のひと                             |
| 36 | 天曜日の約束                        | Seina.            | J.H.バル/Vates.                      | -                               |             | Vates.ami の楽曲                       |
| 37 | 幻想的インパクト                    | -                 |                                      | J.H.バル                        |             | 「幻想即興曲」,「交響曲第9番 第2楽章」 |
| 38 | impact                              | cAnON.            | cAnON.                               | -                               | YouTube     |                                        |
| 39 | 響け                                | 小網準            | 小網準                               | -                               |             |                                        |
| 40 | Re:take                             | 小網準            | 小網準                               | -                               | YouTube     |                                        |
| 41 | Drowning in Love                    | VifAiles          | VifAiles                             | J.H.バル                        |             |                                        |
| 42 | ラベンダー                          | 栞音/reona        | J.H.バル                             |                                 |             | かこしおあみ の楽曲                    |
| 43 | Clap your Heart                     | VifAiles          | VifAiles                             |                                 |             |                                        |
| 44 | Ride on time                        | 松井五郎          | 横山輝一                             |                                 |             | Ride on time                           |
| 45 | 曖昧≠Libido                         | cAnON.            | cAnON.                               | cAnON./J.H.バル                 |             |                                        |
| 46 | C;ON's Love Call                    | 木内友軌          | 木内友軌/荻野目諒                    | 荻野目諒/木内友軌               |             |                                        |
| 47 | MagiC!on...                         | 櫻井純気          | 櫻井純気                             | 櫻井純気/J.H.バル               |             |                                        |
| 48 | 疑事無功                            | cAnON.            | cAnON.                               | cAnON./J.H.バル                 |             |                                        |
| 49 | 鼓動PARADE                          | 阿久津健太郎      | 阿久津健太郎                         | 阿久津健太郎                    |             |                                        |
| 50 | Now or Never                        | 阿久津健太郎      | 阿久津健太郎                         | 阿久津健太郎                    | YouTube     |                                        |
| 51 | It's Wonderland                     | 櫻井純気          | 櫻井純気                             | 櫻井純気/J.H.バル               |             |                                        |
| 52 | 灯                                  | 小網準            | 小網準                               | J.H.バル                        |             |                                        |
| 53 | I wish                              | 阿久津健太郎      | 阿久津健太郎                         | 阿久津健太郎                    |             | かこしおあみ の楽曲                    |
| 54 | go for the "TOP"                    | -                 | 阿久津健太郎                         | 阿久津健太郎                    |             |                                        |
| 55 | Addiction                           | 阿久津健太郎      | 阿久津健太郎                         | 阿久津健太郎                    | YouTube     |                                        |
| 56 | Last Order                          | 阿久津健太郎      | 阿久津健太郎                         | 阿久津健太郎                    | YouTube     |                                        |
| 57 | あなたのせい                        | 落合渉            | 落合渉/齋藤大陽                      | 齋藤大陽                        |             |                                        |
| 58 | S;ckkkkk                            | 阿久津健太郎      | 阿久津健太郎                         | 阿久津健太郎                    |             |                                        |
| 59 | 月逢夜                              | tae（ORESKABAND） | 西崎ゴウシ                           | 西崎ゴウシ                      | YouTube     |                                        |
| 60 | もしも                              | シミズサチ        | シミズサチ                           | 齋藤大陽                        | YouTube     |                                        |
| 61 | 微熱                                |                   | 西崎ゴウシ                           |                                 |             |                                        |
| 62 | canvas                              | 櫻井純気          | 櫻井純気                             | 板橋美依音                      | YouTube     |                                        |
| 63 | サマラブイリュージョン2024          | LIFriends         | LIFriends                            | LIFriends/Zactori               |             | LIFriends「サマラブイリュージョン」    |
| 64 | MAHORAMA                            | シミズサチ        | タカ（ミオヤマザキ）                 | タカ（ミオヤマザキ）            |             |                                        |
| 65 | 心の声                              | シミズサチ        | シミズサチ                           | 西崎ゴウシ/Hiromu               | Lyric Movie |                                        |
| 66 | しましょ                            | シライシ紗トリ    | シライシ紗トリ                       | シライシ紗トリ                  | Youtube     |                                        |
| 67 | LIFE is BEAUTIFUL                   | シミズサチ        | UZ（SPYAIR）                         |                                 |             |                                        |

## ディスコグラフィー

### 配信限定
| 発売・配信日   | タイトル     | 規格                   | 収録アルバム |
| -------------- | ------------ | ---------------------- | ------------ |
| 2018年10月21日 | shoes        | デジタル・ダウンロード | -            |
| 2019年4月20日  | My yard      | デジタル・ダウンロード | My yard      |
| 2019年6月9日   | nonfiction   | デジタル・ダウンロード | My yard      |
| 2021年4月26日  | 等身大ガール | デジタル・ダウンロード | -            |
| 2024年4月25日  | もしも       | デジタル・ダウンロード |              |

### 未発売楽曲
| 発表日         | タイトル          | 備考                                                                    |
| -------------- | ----------------- | ----------------------------------------------------------------------- |
| 2020年10月17日 | We are C;ON       | 2020年10月 ワンマンライブにて初披露                                     |
| 2021年12月25日 | 天曜日の約束      |                                                                         |
| 2022年6月25日  | ラベンダー        |                                                                         |
| 2022年8月13日  | Clap your Heart   |                                                                         |
| 2024年4月1日   | 微熱              | 2024年4月 BillboardLiveにて初披露                                       |
| 2024年5月6日   | canvas            | C;ON MAJOR DEBUT ANNIVERSARY ONEMAN LIVE at LINE CUBE SHIBUYAにて初披露 |
| 2025年1月13日  | 心の声            | CiON FanClub Liveにて初披露                                             |
| 2025年4月9日   | LIFE is BEAUTIFUL | メジャーデビューライブ「しましょ」で初披露                              |

### 映像作品
| 発売・配信日  | タイトル                                                      | 規格         | 規格品番                | 備考 |
| ------------- | ------------------------------------------------------------- | ------------ | ----------------------- | --- |
| 2021年5月     | C;ON ONE MAN LIVE 2020-2021                                   | DVD, Blu-ray | YCVD-210426 YCVB-210426 | 以下を収録。 - C;ONワンマンライブ2020 ＠川崎クラブチッタ 〜New World Stage〜 - C;ON ONE MAN LIVE~誰にも真似できないステージへ~ |
| 2024年1月13日 | 360°One-Man Live「Red Carpet/Blue Carpet」                    | Blu-ray      | CON-0002                | |
| 2024年4月19日 | C;ON One-Man Live “STOR;ES”                                   | Blu-ray      | CON-0004                | |
| 2024年9月30日 | C;ON MAJOR DEBUT ANNIVERSARY ONEMAN LIVE at LINE CUBE SHIBUYA | Blu-ray      | CON-0005                | プレミアム盤の特典として、以下を付録 - C;ON ONEMAN LIVE 2023 〜7年目の決意〜                                                   |
| 2025年6月1日  | CiON ONE MAN LIVE”THIS IS CiON”                               | Blu-ray      |                         | |

## ライブ

### 主催イベント
| 開催日             | タイトル                                                      | 出演                                                                            | 会場                        |
| ------------------ | ------------------------------------------------------------- | ------------------------------------------------------------------------------- | --------------------------- |
| 2019年4月19日      | SECOND MOVEMENT〜新生C;ONお披露目LIVE〜                       | C;ON                                                                            | YAMAHA銀座スタジオ          |
| 2020年10月17日     | C;ONワンマンライブ2020 ＠川崎クラブチッタ 〜New World Stage〜 | C;ON、TAKERU（ダンサー）                                                        | 川崎CLUB CITTA'             |
| 2021年2月19日      | C;ON ONE MAN LIVE~誰にも真似できないステージへ~               | C;ON                                                                            | 恵比寿LIQUIDROOM            |
| 2021年12月19日     | C;ON presents SPECIAL Music Session                           | C;ON/Chu-Z/神薙ラビッツ/われらがプワプワプーワプワ                              | 吉祥寺 CLUB SEATA           |
| 2021年12月19日     | 輝け！C;ON レコード大賞2021                                   | C;ON                                                                            | 吉祥寺 CLUB SEATA           |
| 2022年1月29日      | C;ON ONEMAN LIVE 2022 ~幻想的インパクト~                      | C;ON                                                                            | 横浜 1000 CLUB              |
| 2022年2月9日       | C;ON presents SPECIAL Music Session vol.2                     | C;ON/月に足跡を残した6人の少女達は一体何を見たのか... /RAY                      | 青山 RizM                   |
| 2022年4月26日      | C;ON 5th Anniversary Live                                     | C;ON                                                                            | 新宿 Key Studio             |
| 2022年6月22日      | C;ON presents SPECIAL Music Session vol.3                     | C;ON/Gran☆Ciel/終わらないで、夜/Symdolick                                       | 新宿 Key Studio             |
| 2022年8月23日      | C;ON presents SPECIAL Music Session vol.4                     | C;ON/BABY-CRAYON〜1361〜/SAISON/SANDAL TELEPHONE                                | 新宿 Key Studio             |
| 2022年10月8日      | C;ON presents SPECIAL Music Session 〜大阪出張編              | C;ON/JOY VAN CREW/神薙ー時うさぎー                                              | 大阪 LIVE SQUARE 2nd LINE   |
| 2022年10月8日      | C;ON Magic Land in OSAKA                                      | C;ON                                                                            | 大阪 LIVE SQUARE 2nd LINE   |
| 2022年12月15日     | C;ON presents SPECIAL Music Session vol.6                     | C;ON/ GIRLY MOON PROJECT/ きゅるりんってしてみて/ 神薙ラビッツ                  | 新宿 Key Studio             |
| 2022年12月28日     | 輝け！C;ONレコード大賞2022                                    | C;ON                                                                            | 神田明神ホール              |
| 2023年1月7日       | C;ON presents SPECIAL Music Session ～2023 開幕編～           | C;ON / BANZAI JAPAN / Symdolick / notall / ウイバナ/ Finally / いちぜん! / FEAM | 東京キネマ倶楽部            |
| 2023年1月28日      | C;ON Magic Land in TOKYO                                      | C;ON                                                                            | 池袋Mixa Studio             |
| 2023年3月19日      | C;ON 2MAN LIVE Program                                        | C;ON/アイオケ                                                                   | 東京AKIBAカルチャー劇場     |
| 2023年3月31日      | C;ON 2MAN LIVE Program                                        | C;ON/KissBee                                                                    | GOTANDA G４                 |
| 2023年4月3日       | C;ON 2MAN LIVE Program                                        | C;ON/NUANCE                                                                     | GOTANDA G7                  |
| 2023年4月11日      | C;ON 2MAN LIVE Program                                        | C;ON/風男塾                                                                     | 新宿Key Studio              |
| 2023年4月21日      | C;ON 2MAN LIVE Program                                        | C;ON/ベンジャス！                                                               | GOTANDA G7                  |
| 2023年4月30日      | C;ON ONEMAN LIVE 2023 〜7年目の決意〜                         | C;ON/Faulieu.                                                                   | 恵比寿ザ・ガーデンホール    |
| 2023年7月6日       | C;ON presents SPECIAL Music Session vol.11                    | C;ON/アップアップガールズ(仮)/CANDY TUNE/WONDER∞WANDER                          | 新宿Key Studio              |
| 2023年8月30日,31日 | C;ON 2days360° One-man Live 『Red Carpet』、『Blue Carpet』   | C;ON                                                                            | 品川プリンスホテル クラブeX |
| 2023年9月5日       | C;ON presents Road to Zepp Shinjuku "C;ON's Love Call"        | C;ON/二丁目の魁カミングアウト                                                   | unravel TOKYO               |
| 2023年9月9日       | C;ON presents Road to Zepp Shinjuku "C;ON's Love Call"        | C;ON/UnSea                                                                      | unravel TOKYO               |
| 2023年9月11日      | C;ON presents Road to Zepp Shinjuku "C;ON's Love Call"        | C;ON/東京女子流                                                                 | unravel TOKYO               |
| 2023年9月13日      | C;ON presents Road to Zepp Shinjuku "C;ON's Love Call"        | C;ON/YouNique                                                                   | unravel TOKYO               |
| 2023年9月19日      | C;ON presents Road to Zepp Shinjuku "C;ON's Love Call"        | C;ON/Task have fun                                                              | unravel TOKYO               |
| 2023年9月22日      | C;ON presents Road to Zepp Shinjuku "C;ON's Love Call"        | C;ON/MyDearDarlin'                                                              | unravel TOKYO               |
| 2023年9月29日      | C;ON presents Road to Zepp Shinjuku "C;ON's Love Call"        | C;ON/CANDY TUNE                                                                 | unravel TOKYO               |
| 2023年10月17日     | C;ON One-man Live "STOR;ES"                                   | C;ON /Hang-Chang(Dr)/寺谷光(Tb)/田村優太(Gt)/タケウチカズヒロ(Ba)/大泊久栄(Tp)  | Zepp Shinjuku               |
| 2024年1月8日       | C;ON's Love Call vol.2                                        | C;ON/荒井麻珠                                                                   | 東京キネマ倶楽部            |
| 2024年1月9日       | C;ON's Love Call vol.2                                        | C;ON/東京女子流                                                                 | 東京キネマ倶楽部            |
| 2024年1月10日      | C;ON's Love Call vol.2                                        | C;ON/MOS                                                                        | 東京キネマ倶楽部            |
| 2024年1月11日      | C;ON's Love Call vol.2                                        | C;ON/フィロソフィーのダンス                                                     | 東京キネマ倶楽部            |
| 2024年1月12日      | C;ON's Love Call vol.2                                        | C;ON/CANDY TUNE                                                                 | 東京キネマ倶楽部            |
| 2024年1月13日      | C;ON One-Man Live “s;ckkkkk!”                                 | C;ON /Hang-Chang(Dr)/寺谷光(Tb)/田村優太(Gt)/タケウチカズヒロ(Ba)/大泊久栄(Tp)  | 東京キネマ倶楽部            |
| 2024年3月24日      | C;ON ONEMAN LIVE "Jo;n us??"（2公演）                         | C;ON                                                                            | SHIBUYA PLEASURE PLEASURE   |

### ユニット活動
| 開催日         | タイトル                              | 出演                                 | 会場             |
| -------------- | ------------------------------------- | ------------------------------------ | ---------------- |
| 2021年8月15日  | See on MUSE.〜5人の女神と夏祭り〜     | かこしおあみ、Vates.、Lisa（ゲスト） | 赤坂 navey floor |
| 2021年10月2日  | See on MUSE.〜5人の女神と秋の祭典〜   | かこしおあみ、Vates.                 | 赤坂 navey floor |
| 2021年11月6日  | See on MUSE.～5人の女神と秋の芸術祭～ | かこしおあみ、Vates.                 | 赤坂 navey floor |
| 2021年12月5日  | See on MUSE.〜5人の女神と雪まつり〜   | かこしおあみ、Vates.                 | 赤坂 navey floor |
| 2022年3月21日  | See on MUSE.〜5人の女神とお花見会〜   | かこしおあみ、Vates.                 | 青山 RiZM        |
| 2022年5月14日  | See on MUSE.                          | かこしおあみ、Vates.                 | unravel TOKYO    |
| 2022年7月30日  | See on MUSE.                          | かこしおあみ、Vates.、Lisa（ゲスト） | unravel TOKYO    |
| 2022年9月19日  | See on MUSE.                          | かこしおあみ、Vates.                 | unravel TOKYO    |
| 2022年11月19日 | See on MUSE.                          | かこしおあみ、Vates.ami              | unravel TOKYO    |
| 2023年2月23日  | See on MUSE.                          | かこしおあみ、Vates.ami              | unravel TOKYO    |

### イベント出演

#### 2017年
- プロレスリングZERO1新春ドリームシリーズ大阪大会（大阪府立体育会館）
- ZERO1すしざんまいプレゼンツ｢奉納プロレス 第14回大和神州 ちから祭り｣ 3月26日（靖国神社相撲場）
- ニッポン放送ラジオパークin日比谷2017　4月29日、30日
- ホテルサンバレー那須　リゾートパークLive　5月6日、7日
- C;ON単独ライブ＠イマジンスタジオ（ニッポン放送）　6月13日
- 上海国際映画祭レセプションパーティー（上海）　6月18日
- C;ON単独ライブ＠CLUB V2　2017年6月18日
- 梅沢富美男&研ナオコ「アッ！とおどろく夢芝居」歌コーナーゲスト　練馬文化センター　7月6日
- 恵比寿ガーデンピクニック　ミニライブ　7月15日・16日　8月6日
- 東北放送開局65周年 震災復興支援イベントTBC夏祭り2017 ノースステージ　7月22日
- TBSデリシャカス マイナビステージ　8月7日
- フジテレビお台場夢大陸マイナビステージ　8月22日
- ａ-nation　コミュニティーステージ　8月26日
- 2ndシングル「Ave Maria~混沌~」リリース記念Live　ELE TOKYO 8月29日
- デビュー45周年記念 研ナオコ LOVE・LIFE・LIVE　歌コーナーゲスト
  - 呉市文化ホール　9月27日
  - シンフォニア岩国　9月28日
  - 備前市市民センター　10月1日

#### 2018年
- 「気仙沼　ほっこり湯　presents　東日本大震災復興チャリティーイベント　誰かのために」3月10日
- 第28回LCV・カノラ「こどものためのコンサート」（岡谷市文化会館カノラホール）3月11日
- 推しフェス〜ガールズレコメンドLIVE〜 Vol.1（マイナビBLITZ赤坂）11月18日

#### 2019年
- ライトアップ日光2019(日光市) 11月8日

#### 2021年
- @JAM EXPO 2020-2021 (横浜アリーナ) 8月28日

#### 2022年
- NewYear Premium Party 2022 1月2日
- でらロック 2022 2月5日
- SAPPORO SOUND CRUISE 2022 3月26日
- JAPAN CENTRAL IDOL FESTIVAL 5月6-7日
- @JAM 2022 Day1〜メインステージ争奪LIVE〜[6]5月28日
- SEKIGAHARA IDOL WARS 2022 〜関ケ原唄姫合戦〜7月23-24日
- TOKYO IDOL FESTIVAL 2022 8月6日
- ドラゴン クイーンズ フェスティバル ～竜王アイドル夏祭り2022～ 8月13-14日
- @JAM EXPO 2022 8月27-28日
- ライトアップ日光2022(日光市)11月5日

#### 2023年
- 瀬戸内アイドルフェスティバル3月24-26日
- ガラフェス〜春のアイドルランチミーティング日和〜 4月2日
- 大阪造船所アイドルフェス 4月15-16日
- JAPAN CENTRAL IDOL FESTIVAL 5月5日
- SPARK 2023 7月15-16日
- ライトアップ日光2023(日光市) 11月4日

#### 2024年
- LIVE EMPOWER CHILDREN 2024（東京国際フォーラム） 2月15日[31]
- 超NATSUZOME 2024 7月6日
- SPARK 2024 in KAWASAKI 7月13日
- おおた夏まつり（群馬県太田市） 7月15日
- 六本木アイドルフェスティバル2024 7月27日
- TOKYO IDOL FESTIVAL 2024  8月
- @JAM EXPO 2024 9月15-16日
- RINGO MUSIC FES. 2024 (青森県弘前市)  9月28日
- ～JAPAN ARTIST FESTIVAL～ 10月5日
- GIGA・GIGA SONIC in 幕張メッセ 10月19日

## 出演

### レギュラー番組
- 渋谷クロスFM「シーオンの木6・C級トークRadio!」（2021年2月11日 - 2023年5月25日）

### 出演

#### テレビ放送
- 全日本歌うま選手権「歌唱王」（日本テレビ 2016年12月）絹井愛佳
- ピラミッドダービー（TBS系 2017年4月2日）絹井愛佳
- THEカラオケ★バトル「歌の異業種格闘技戦ルーキーズカップ」（テレビ東京系 2017年7月26日）絹井愛佳
- おしゃれイズム（日本テレビ系 2017年9月3日）ゲスト 梅沢富美男
- 志村の夜（フジテレビ系 2018年1月30日）
- 関ジャニ∞のTheモーツァルト 音楽王No.1決定戦　3時間SP!!（テレビ朝日系 2018年9月21日）絹井愛佳
- TiARY TV 第3回A-1グランプリ（テレビ神奈川 2019年9月29日放送, 2019年11月3日放送, 2019年11月10日放送）
- 歌唱王2020 ～全日本歌唱力選手権～（日本テレビ系 2020年12月10日）絹井愛佳

#### ラジオ放送・インターネット放送
- キラスタ (FM NACK5)  詠美・ナコ　2017年4月25日
- ミュウコミプラス (ニッポン放送)　栞音・七海　2017年4月26日
- 道端アンジェリカのハッピースタイル (ソラトニワFM)　2017年4月26日
- CLUB 333 東京タワーTV　2017年5月13日
- LINEライブ Oh!sama Studio（キングレコード）2017年5月24日
- りゅうちぇると高見奈央のiDOL on-line（渋谷クロスFM）2020年5月13日
- やべきょうすけのやべ～番組 (FM FUJI) 愛佳・佳子　2023年11月18日
- 音楽のミナテラスとちぎ (RADIO BERRY FM栃木) 佳子・杏実　2024年1月6日
- 昼の情報ワイドListen!!! (エフエム太郎) 聖奈　2024年1月23日
- SOIL&"PIMP"SESSIONSタブゾンビと浜崎美保のSEA SIDE ZOMBIE (μFM) 栞音　2024年2月10日
- Sound Art Wave (FMヨコハマ) 栞音・杏実　2024年2月17日、24日
- ギュウゾウと一色萌の雷ヘッドライナー (RADIO BERRY FM栃木) 佳子・杏実　2024年6月23日、30日
- GUN★MADONNA (FM GUNMA) 聖奈　2025年2月26日、3月5日
- MUSIC SMILE ラジオのフェス (K-MIX SHIZUOKA) 愛佳・杏実　2025年3月2日
- TOKYO MUSIC RADAR (interfm) 栞音・聖奈　2025年3月11日、18日
- 音楽のミナテラスとちぎ (RADIO BERRY FM栃木) 佳子・杏実　2025年4月5日

### 新聞・雑誌・インターネットNEWS
- クラシック音楽と融合 異色アイドル「シーオン」デビュー（日刊ゲンダイ）
- シーオンCDデビュー、未侑「実感がわきました」（日刊スポーツ）
- 美脚ユニット「シーオン」、靖国神社でデビュー曲披露（スポーツ報知）
- シーオン、異色コラボでデビューイベント（日テレNEWS24）
- シーオン未侑「涙止まらない」感謝の新曲ＰＶ初披露（日刊スポーツ）
- 新天地へ電撃移籍したC;ON（シーオン）新体制で迎える今後の展望とは（アイドルUtaTen）
- "質のいいお姉さんたちと妹"の集まったグループが、C;ON!! C;ONインタビュー（ガルポ！）
- 【2022年ブレイクアイドルインタビュー】C;ON・絹井愛佳「結成6年目で一番希望が見えた1年。目標の武道館に向けて勢いを加速させたい」（ガラスガール）
- Top Yell NEO 2023 SPRING（竹書房）
- 聖奈さん（群馬・太田市出身）の音楽ユニット・シーオン、熱気と一体感のワンマンライブ（上毛新聞）
- 《旬の人》ユーフォニアム奏者　聖奈さん　夢の武道館「必ず実現」（上毛新聞）
- 【ワンマン開催直前インタビュー】杏実/佳子/聖奈/栞音/愛佳（推しごと）
- 「器楽奏者×ヴォーカルユニット」5月のメジャーデビューを母校に報告 2人が地元高校出身（とちテレ）
- ガールズユニット「C;ON」夢のメジャーデビューへ　本県出身の佳子、杏実が所属　努力と結束、花開く（下野新聞）
- 音楽ガールズユニット　C;ON 聖奈さんにインタビュー（広報おおた令和6年5月15日号掲載）
- CiON復帰後初インタビュー！2月15日パシフィコ横浜ワンマンライブまで2週間「5000人を埋めるだけじゃなく、みんなを満足させたい！」（ガラスガール、2025年1月31日）
- サックス・ワールド Vol.36（シンコーミュージック、2025年3月13日）

### CM
- 株式会社日本の窓/ With a Smile～カノン～（2017年10月 ）
- シティホームズ「進化する都市篇」/「Jupiter～僕をすくってよ～」（2018年1月）
- シティホームズ「上品な暮らし」/「名も無きLove Story~トゥーランドット～」（2018年3月）
- MUSISION Web CM（2024年5月5日）[32]

### 広報・広告
- hummel FØJE(フォイエ) ローンチイベント 一日店長（2022年4月22日）[33]
- 「C;ON」がTCG「シャドバ」を初体験してみた！ [34]- アキバ総研